# KNVB-Pokal 1981/82
Der KNVB-Pokal 1981/82 war die 64. Auflage des niederländischen Fußball-Pokalwettbewerbs. Er begann am 5. September 1981 mit der ersten Runde, an der nur Amateurmannschaften und Vereine der Eerste Divisie teilnahmen. Ab der zweiten Runde kamen die Mannschaften der Eredivisie hinzu.
Pokalsieger wurde Titelverteidiger AZ '67 Alkmaar. Das Team setzte sich in den beiden Finalspielen gegen den FC Utrecht durch. AZ qualifizierte sich dadurch für den Europapokal der Pokalsieger.

## Modus
Bis zur 3. Runde und im Finale wurden die Begegnungen in einem Spiel entschieden. Das Viertelfinale, Halbfinale und Finale wurden in Hin- und Rückspiel ausgetragen. Bei Torgleichheit nach zwei Spielen wurde die Auswärtstorregel angewandt.

## 1. Runde
Die erste Runde fand am 5. und 6. September 1981 mit zehn Vereinen aus dem Amateurbereich und den 18 Vertretern der Eerste Divisie statt.
| Datum      |                 | Ergebnis  |                        |
| ---------- | --------------- | --------- | ---------------------- |
| 05.09.1981 | SC Amersfoort   | 1:0 n. V. | FC Wageningen          |
| 05.09.1981 | FC Amsterdam    | 6:3 n. V. | DOS Kampen             |
| 05.09.1981 | VV Eindhoven    | 0:1       | FC Volendam            |
| 05.09.1981 | SC Heerenveen   | 3:2       | ACV Assen              |
| 05.09.1981 | RBC Roosendaal  | 1:3       | SC Heracles Almelo '74 |
| 05.09.1981 | SVV Schiedam    | 3:4       | SC Cambuur             |
| 05.09.1981 | SC Telstar 1963 | 6:2       | RKC Waalwijk           |
| 05.09.1981 | SV De Treffers  | 1:5       | FC Den Bosch ʼ67       |
| 05.09.1981 | SC Veendam      | 2:0       | VV Noordwijk           |
| 05.09.1981 | Vitesse Arnheim | 2:0       | Helmond Sport          |
| 05.09.1981 | VVV-Venlo       | 1:0       | VV Caesar Beek         |
| 06.09.1981 | VV Appingedam   | 1:6       | Excelsior Rotterdam    |
| 06.09.1981 | DHC Delft       | 2:0       | Fortuna Sittard        |
| 06.09.1981 | GVV Unitas      | 0:3       | DS '79                 |

## 2. Runde
Die zweite Runde fand vom 31. Oktober und 1. November 1981 statt. In dieser Runde stiegen die 18 Mannschaften der Eredivisie in den Wettbewerb ein.
| Datum      |                        | Ergebnis  |                          |
| ---------- | ---------------------- | --------- | ------------------------ |
| 31.10.1981 | SC Cambuur             | 0:2       | DS '79                   |
| 31.10.1981 | BV De Graafschap       | 0:2       | NAC Breda                |
| 31.10.1981 | HFC Haarlem            | 1:0       | Roda JC Kerkrade         |
| 31.10.1981 | SC Heracles Almelo '74 | 4:1       | SC Heerenveen            |
| 31.10.1981 | MVV Maastricht         | 10:30     | SC Amersfoort            |
| 31.10.1981 | NEC Nijmegen           | 4:3 n. V. | Go Ahead Eagles Deventer |
| 31.10.1981 | PEC Zwolle             | 3:2       | FC Groningen             |
| 31.10.1981 | PSV Eindhoven          | 6:0       | SC Telstar 1963          |
| 31.10.1981 | FC Twente Enschede     | 5:1       | VVV-Venlo                |
| 31.10.1981 | SC Veendam             | 2:5       | AZ '67 Alkmaar           |
| 31.10.1981 | Vitesse Arnheim        | 1:3 n. V. | Feyenoord Rotterdam      |
| 01.11.1981 | FC Amsterdam           | 0:3       | FC Den Bosch ʼ67         |
| 01.11.1981 | DHC Delft              | 2:3       | Ajax Amsterdam           |
| 01.11.1981 | Excelsior Rotterdam    | 2:1       | Willem II Tilburg        |
| 01.11.1981 | Sparta Rotterdam       | 4:2       | FC Volendam              |
| 01.11.1981 | FC Utrecht             | 2:0       | FC Den Haag              |

## 3. Runde
| Datum      |                    | Ergebnis  |                        |
| ---------- | ------------------ | --------- | ---------------------- |
| 16.01.1982 | FC Den Bosch ʼ67   | 3:4 n. V. | SC Heracles Almelo '74 |
| 17.01.1982 | DS '79             | 1:0       | Ajax Amsterdam         |
| 17.01.1982 | HFC Haarlem        | 1:0       | Excelsior Rotterdam    |
| 17.01.1982 | NEC Nijmegen       | 3:1       | MVV Maastricht         |
| 17.01.1982 | Sparta Rotterdam   | 3:1 n. V. | NAC Breda              |
| 27.01.1982 | AZ '67 Alkmaar     | 2:0       | PSV Eindhoven          |
| 03.02.1982 | PEC Zwolle         | 1:0       | Feyenoord Rotterdam    |
| 03.02.1982 | FC Twente Enschede | 1:2       | FC Utrecht             |

## Viertelfinale
| Datum             |                        | Gesamt |                  | Hinspiel | Rückspiel |
| ----------------- | ---------------------- | ------ | ---------------- | -------- | --------- |
| 17.02./10.03.1982 | NEC Nijmegen           | 0:4    | HFC Haarlem      | 0:4      | 0:0       |
| 17.02./17.03.1982 | DS '79                 | 2:4    | FC Utrecht       | 1:1      | 1:3       |
| 20.02./10.03.1982 | AZ '67 Alkmaar         | 9:3    | PEC Zwolle       | 6:1      | 3:2       |
| 20.02./10.03.1982 | SC Heracles Almelo '74 | 3:5    | Sparta Rotterdam | 3:1      | 0:4       |

## Halbfinale
| Datum             |                  | Gesamt |                | Hinspiel | Rückspiel |
| ----------------- | ---------------- | ------ | -------------- | -------- | --------- |
| 31.03./28.04.1982 | HFC Haarlem      | 0:2    | FC Utrecht     | 0:0      | 0:2       |
| 31.03./28.04.1982 | Sparta Rotterdam | 1:3    | AZ '67 Alkmaar | 1:2      | 0:1       |

## Finale

### Hinspiel
| FC Utrecht                                    | FC Utrecht | AZ '67 Alkmaar | AZ '67 Alkmaar |
| --------------------------------------------- | --- | --- | -------------- |
| FC Utrecht                                    | \| 12. Mai 1982 in Utrecht (Stadion Galgenwaard) \| \| Ergebnis: 1:0 (1:0) \| \| Zuschauer: 11.000 \| \| Schiedsrichter: Bep Thomas \| \| Spielbericht \|                                                                                   | \| 12. Mai 1982 in Utrecht (Stadion Galgenwaard) \| \| Ergebnis: 1:0 (1:0) \| \| Zuschauer: 11.000 \| \| Schiedsrichter: Bep Thomas \| \| Spielbericht \|                                                                          | AZ '67 Alkmaar |
| FC Utrecht                                    | Hans van Breukelen – Ton du Chatinier, Wim Flight , Jan van de Akker, Gerard Tervoort – Gert Kruys (87. Ton de Kruijk), Jan Wouters, Frans Adelaar – Gerard van der Lem (83. Bert Gozems), Willy Carbo, Jan Monster Cheftrainer: Han Berger | Eddy Treijtel – Ronald Spelbos, Hugo Hovenkamp , John Metgod, Richard van der Meer – Jan Peters, Kristen Nygaard, Jos Jonker – Franz Oberacher, Kees Kist, Pier Tol (75. Jan Gaasbeek) Cheftrainer: Georg Keßler ( BR Deutschland) | AZ '67 Alkmaar |
| FC Utrecht                                    | 1:0 Jan Wouters (4.) | | AZ '67 Alkmaar |
| 12. Mai 1982 in Utrecht (Stadion Galgenwaard) | | |                |
| Ergebnis: 1:0 (1:0)                           | | |                |
| Zuschauer: 11.000                             | | |                |
| Schiedsrichter: Bep Thomas                    | | |                |
| Spielbericht                                  | | |                |

### Rückspiel
| AZ '67 Alkmaar                           | AZ '67 Alkmaar | FC Utrecht | FC Utrecht |
| ---------------------------------------- | --- | --- | ---------- |
| AZ '67 Alkmaar                           | \| 18. Mai 1982 in Alkmaar (Alkmaarderhout) \| \| Ergebnis: 5:1 (1:1) \| \| Zuschauer: 12.000 \| \| Schiedsrichter: Henk Weerink \| \| Spielbericht \|                                                                             | \| 18. Mai 1982 in Alkmaar (Alkmaarderhout) \| \| Ergebnis: 5:1 (1:1) \| \| Zuschauer: 12.000 \| \| Schiedsrichter: Henk Weerink \| \| Spielbericht \|                                                | FC Utrecht |
| AZ '67 Alkmaar                           | Eddy Treijtel – Ronald Spelbos, Hugo Hovenkamp , John Metgod, Richard van der Meer – Jan Peters, Kristen Nygaard, Jos Jonker – Franz Oberacher (68. Jan Gaasbeek), Kees Kist, Pier Tol Cheftrainer: Georg Keßler ( BR Deutschland) | Hans van Breukelen – Gerard Tervoort, Wim Flight , Jan van de Akker, Koos van Tamelen – Jan Wouters, Gert Kruys, Frans Adelaar – Gerard van der Lem, Willy Carbo, Jan Monster Cheftrainer: Han Berger | FC Utrecht |
| AZ '67 Alkmaar                           | 1:0 Franz Oberacher (18.) 2:1 Kees Kist (47.) 3:1 Kees Kist (57.) 4:1 Kees Kist (76.) 2:1 Pier Tol (77.) | 1:1 Willy Carbo (27.) | FC Utrecht |
| 18. Mai 1982 in Alkmaar (Alkmaarderhout) | | |            |
| Ergebnis: 5:1 (1:1)                      | | |            |
| Zuschauer: 12.000                        | | |            |
| Schiedsrichter: Henk Weerink             | | |            |
| Spielbericht                             | | |            |